# Tonsilectomia
A tonsilectomia ou amigdalectomia é um processo cirúrgico que consiste na excisão das amígdalas palatinas, glândulas localizadas na parte posterior da garganta.
O pós-operatório pode envolver otalgia (dor de ouvido decorrente da sensibilização do nervo glossofaríngeo) e sangramento (geralmente da veia palatina), além de dificuldade para engolir, que pode durar vários dias, dependendo do método cirúrgico utilizado, da faixa etária do paciente e da capacidade de recuperação de cada paciente.

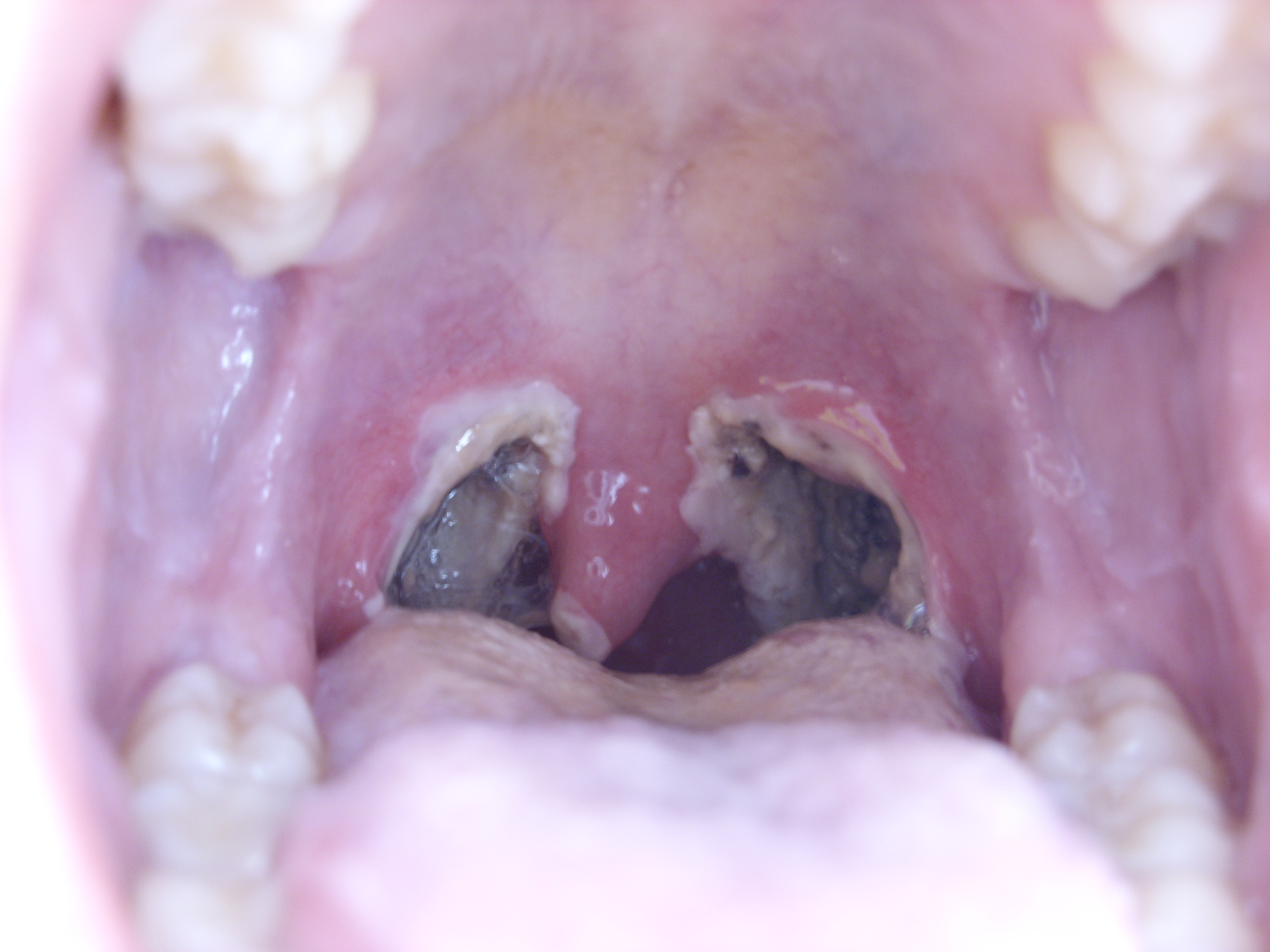
Garganta 1 dia após tonsilectomia